# Biserica de lemn din Solona, Sălaj

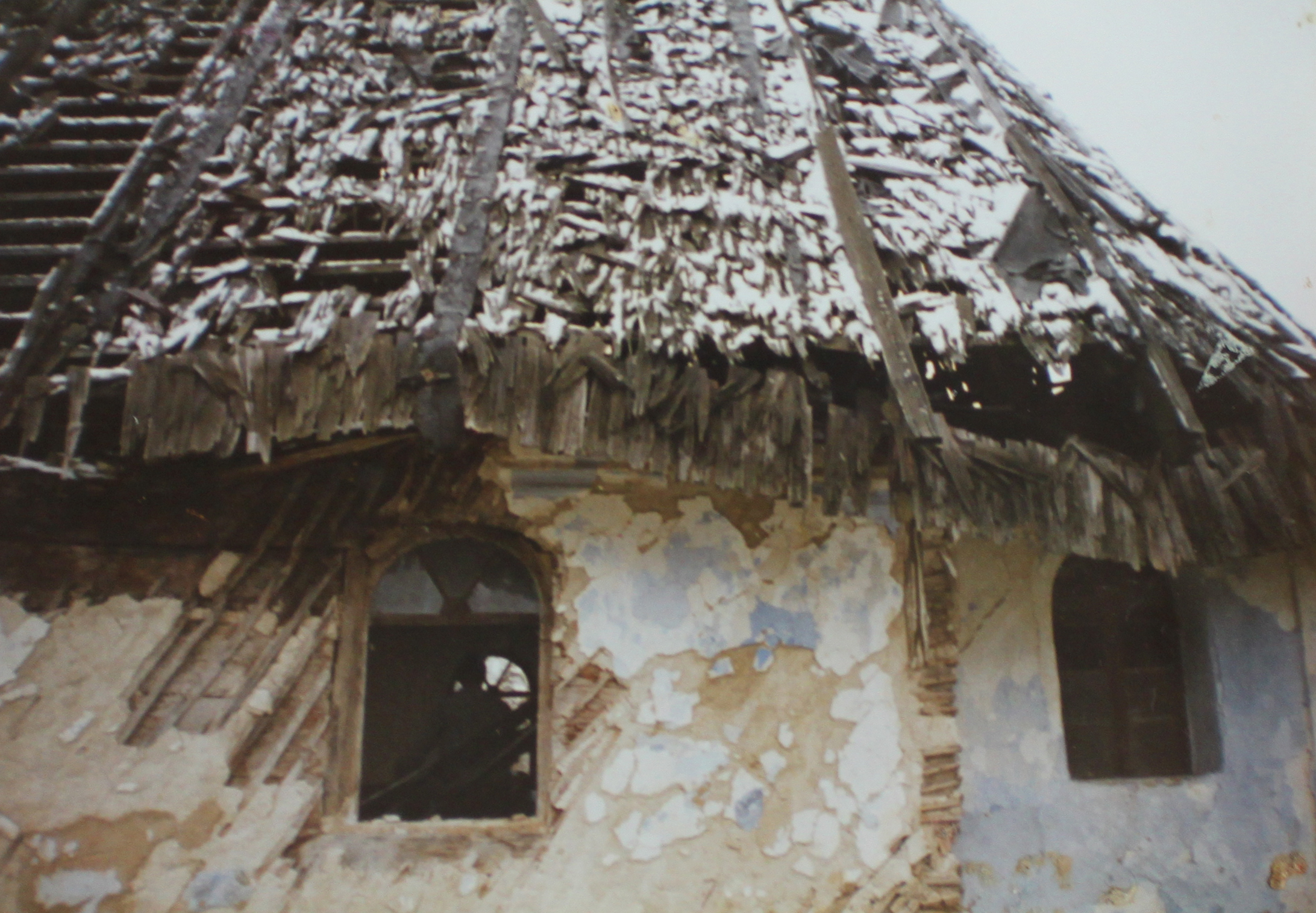
Biserica de lemn din Solona, aşa cum arăta cu puţină vreme înaintea demolării.

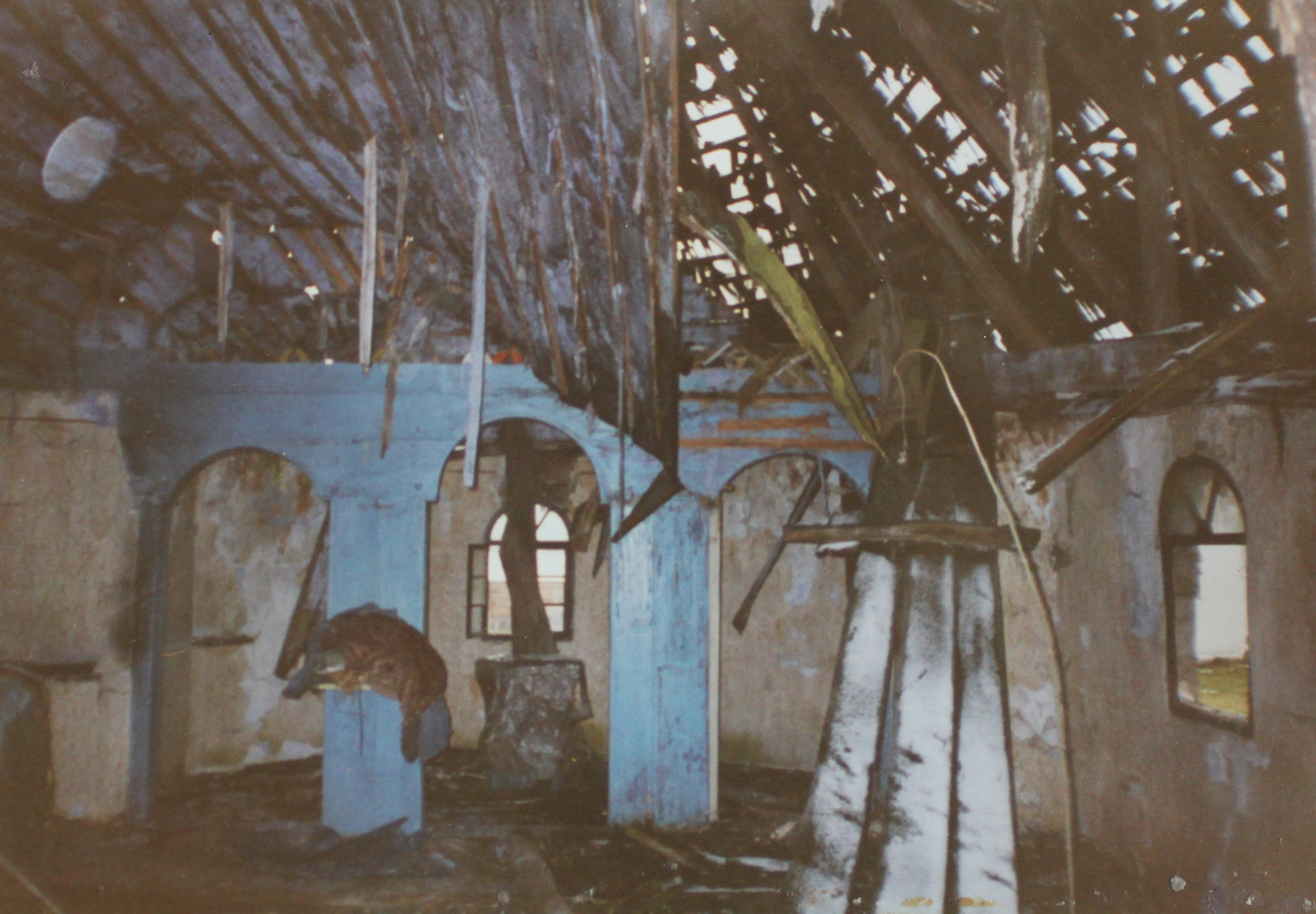
Biserica de lemn din Solona. Vedere din naos spre iconostas

Biserica de lemn din Solona, se afla în localitatea cu același nume din comuna Surduc, județul Sălaj și avea hramul "Sfântul Nicolae". Această veche biserică greco-catolică, ce a fost construită la o dată necunoscută, a beneficiat spre sfârșitul secolului al XIX-lea de lucrări ample de renovare, lucrări ce au determinat ca unele documente să precizeze acest moment ca dată a edificării bisericii. Datorită stării deplorabile în care a ajuns, biserica fost demolată în primăvara anului 2002. Situația apărută după dispariția bisericii a fost una mai delicată, reprezentanți ai Episcopiei greco-catolică din Cluj afirmând că această biserică a fost demolată abuziv, scopul fiind acela de a împiedica retrocedarea bisericii. Cei care au participat la demolarea și arderea lemnelor au invocat  "stadiul avansat de degradare, ce putea duce, la un moment dat, la prăbușirea acestei vechi construcții", în schimb, soarta acestei biserici de lemn vine, încă odată dacă este cazul, să arate riscurile la care sunt supuse aceste edificii. Deoarece biserica de lemn din Solona nu figura pe lista monumentelor istorice, specialiștii în domeniu au ocolit-o, studiile de specialitate oferind prea multe informații referitoare la aceasta.

## Istoric și trăsături
Construindu-se în anii de după evenimentele din 1989 în satul Solona o nouă biserică de zid, vechea biserică de lemn a rămas fără credincioși. În scurt timp biserica de lemn, pe care șematismele bisericii greco-catolice o amintesc a fi construită în anul 1894, deși conform sătenilor, la acel moment doar o renovare capitală a avut loc, a ajuns să se deterioreze. Astfel, în luna martie a anului 2002 biserica a fost demolată, lemnele din care a fost construită biserica au fost grupate în patru stive, la depărtare de aproximativ 5 metri de la locul pe care era construită biserica, ulterior acestea fiind arse. S-a recurs la această soluție pentru că deja comunitatea avea o altă biserică, vechea biserică de lemn nu era declarată monument istoric nebeneficiind astfel de fonduri pentru reparare din partea statului precum și datorită stării puternic deteriorate a clădirii. Starea precară și lipsa de bani au dus în final la dispariția ei. Potrivit articolului Biserica din Solona - incendiată de localnici! apărut în ziarul Graiul Sălajului aflăm că acțiunea de demolare a bisericii a fost făcută fără a fi înștiințat Protopopiatul Ortodox Jibou sau Primăria Comunei Surduc. 
Urmare a acestor evenimente, dispariția bisericii de lemn din Solona a fost catalogată de către ierarhia greco-catolică drept abuzivă, la fel ca și în cazurile bisericilor de lemn din Bonț sau Ghirolt din județul Cluj sau cel al bisericii din Chiheriu de Jos din județul Mureș.
În ceea ce privește aspectul, imaginile păstrate prezintă o biserică de dimensiuni mici spre medii, tencuită atât în interior cât și în exterior. Absida altarului, ușor decroșată este adăpostită sub acoperișul ce se intinde pe toată lungimea bisericii. Deasupra pronaosului este așezat turnul clopotniță, cu secțiune pătrată. Fiecare încăpere era prevăzută cu ferestre mari, rotunjite în partea superioară. Intrarea în absida altarului se făcea prin intermediul a celor două uși diaconești precum, în cazuri speciale, prin ușile împărătești. Naosul avea obișnuita boltă semicilindrică.
Dintre cărțile vechi de cult, folosite aici, studiile de specialitate amintesc un Strastnic de la anul 1773 precum și Triodion din anul 1831.